# اليهود في حركة الحقوق المدنية

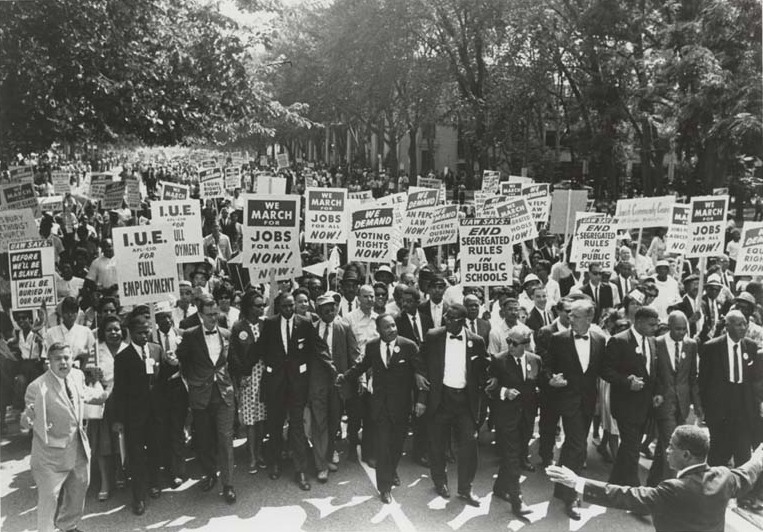
يواكيم برينز مع مارتن لوثر كينغ جونيور في مسيرة واشنطن من أجل الوظائف والحرية عام 1963. وتحدث برينز سابقا خطاب كينغ" لدي حلم ".

خلال حقبة الحقوق المدنية (1954-1968)، قامت طائفة اليهود الأمريكيين والسود من أهل البلاد بإقامة تحالفاتٍ راسخةٍ غايتها مناصرة الحق وردع الظلم والتمييز العنصري الذي تفشّى في جنبات الوطن الفدرالي الامريكي. وكان ذلك التحالف مبنيًّا على وشائج تضامن قديمة نسجت خيوطها بين هذين المجتمعين، إذ آل ذلك التضامن إلى أن نال نشطاء اليهود زمام القيادة في مواطن عديدة داخل الجمعية الوطنية لتقدم الملونين في بواكيرها.   وقد أسهمت الأيادي اليهودية، أفرادًا كانوا أو منظمات، بما امتلكوا من أموال، وما وهبوا من خبرات قانونية، وما حملوا على عاتقهم من النشاط الشعبي، في إعلاء شأن الحركة التي تزايدت قوتها وانتشرت أصداؤها في أرجاء البلاد.   ومن بين المنظمات اليهودية البارزة المشاركة في هذا "التحالف الكبير" رابطة مكافحة التشهير والمؤتمر اليهودي الأمريكي .  وقد سار زعماء يهود بارزون مثل الحاخام أبراهام جوشوا هيسشيل وجاك جرينبيرج جنبًا إلى جنب مع شخصيات مثل مارتن لوثر كينج جونيور وساهموا بشكل كبير في تحقيق فتوحات قانونية مشهودة. 
في حين يُعدّ ذلك الزمان في بعض الروايات "العصر الذهبي" للعلاقات بين اهل البلاد من أصل أفريقي واليهود ، فإن علماء هذا العصر يشيرون إلى وجود خلافات وتوترات قائمة بين الطائفتين آنذاك. وقد تنوّعت بواعث التعاون بينهما، إذ لم تكن محصورة في القيم الأخلاقية والمعتقدات الغيبية فحسب، بل كان للسياسة نصيب الأسد في تشكيل تلك التحالفات.  ومع حلول ستينيات القرن العشرين، وبرغم ما نشب من خلاف حول مسائل التمييز الإيجابي في التعليم العالي ، فقد شهدت الأيام تعاونًا بين المجتمعات السوداء واليهودية، وانبثاقًا لحملاتٍ مشتركة وعامةٍ وأخرى ذات أهداف محددة، غايتها مواجهة أوجه الظلم والتمييز.  

### نظرة عامة على حركة الحقوق المدنية
منذ منتصف الخمسينيات حتى أواخر الستينيات، شحذت حركة الحقوق المدنية عزمها ونظّمت صفوفها سعيًا لبلوغ المساواة وإرساء دعائم العدالة العرقية في الولايات المتحدة. وقد انطلقت من أصداء العبودية المريرة وأطياف الفصل العنصري الجاثم على ظهر الملونين في امريكا في تلك الفترة، متخذة من كشف التمييز القانوني القائم على العرق غايةً، ومن مناقشته وتفكيك بنيانه وسيلةً واستنارت الحركة في مسعاها بكلمات موعظة الجبل السامية ، ووصايا الآباء المؤسسين لأمريكا، وتوجيهات المهاتما غاندي وتقنياته اللاعنفية.  
بقيادة شخصيات بارزة مثل مارتن لوثر كينغ جونيور وجيمس بيفيل ، استخدم النشطاء اللاعنف ، والعصيان المدني ، والاحتجاجات ، والتحديات القانونية لمعالجة عدم المساواة العنصرية المشروعة بشكل سلمي. كانت الأحداث التاريخية، مثل مقاطعة حافلات مونتغمري ، وحملة أطفال برمنغهام ، والمسيرة إلى واشنطن ، ومسيرات سيلما إلى مونتغمري ؛ وإقرار قانون الحقوق المدنية لعام 1964 ، وقانون حقوق التصويت لعام 1965 ، وقانون الإسكان العادل لعام 1968 ، بمثابة معالم بارزة في إنهاء الفصل العنصري القانوني والعنصرية المؤسسية. أرست حركة الحقوق المدنية الأساس لحركات العدالة الاجتماعية اللاحقة، وشكلت الحوار الوطني حول المساواة والحريات المدنية والسعي المستمر إلى مجتمع أكثر عدالة وإشتمالا لأطياف أوسع. 

### نظرة عامة على اليهود والمنظمات اليهودية في حركة الحقوق المدنية

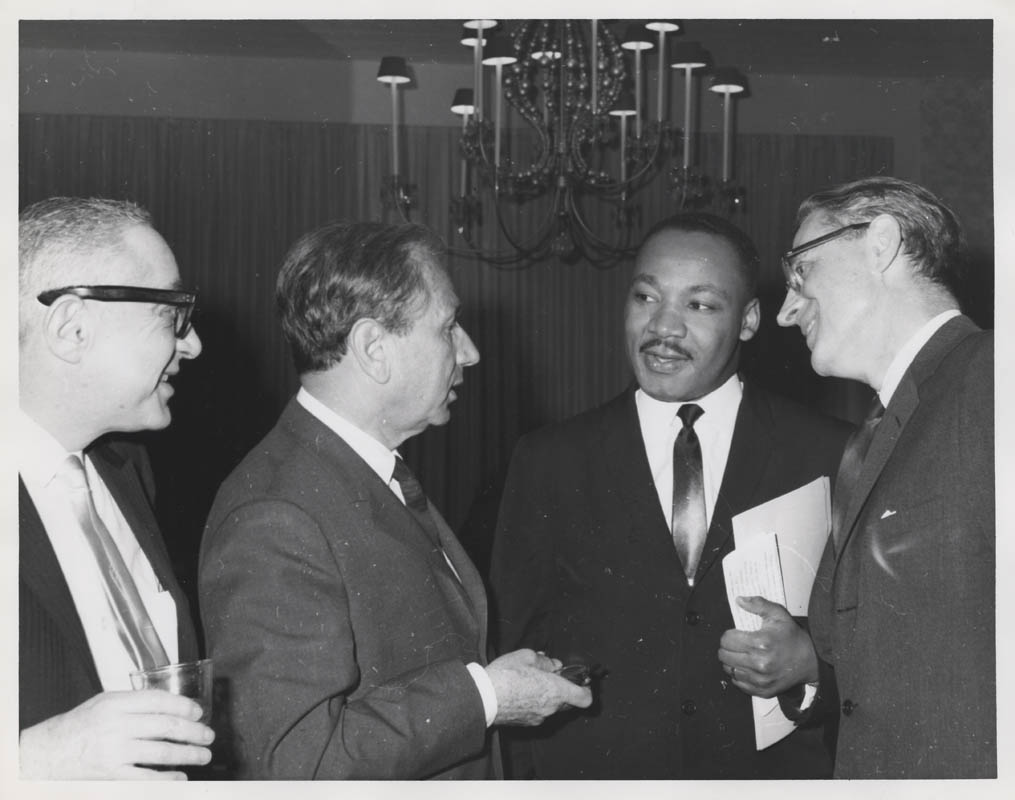
يواكيم برينز ، مارتن لوثر كينغ جونيور ، وتشاد بولير في حدث لجمع التبرعات للمؤتمر اليهودي الأمريكي

لقد كانت كبريات المنظمات اليهودية وأفرادها البارزون عونًا ظاهرًا لحركة الحقوق المدنية وما سبقها من حركاتٍ، وما اقترنت به من منظماتٍ.   ففي عام 1909، كان في طليعة مؤسسي الجمعية الوطنية لتقدم الملونين (NAACP) نفرٌ من النشطاء اليهود كيوليوس روزنثال ، وليليان والد ، والحاخام إميل جي هيرش ، وستيفن وايز، وهنري موسكوفيتز،  إلى جانب الناشطين الأمريكيين من أصل أفريقي مثل دبليو إي بي دو بوا ، وإيدا بي ويلز بارنيت ، وماري تشيرش تيريل .  وقد تواصل هذا التعاون في عام 1912، حين جمع المسعى المشترك بين يوليوس روزنوالد وبوكر تي واشنطن معًا لتحسين التعليم السود في الجنوب . وكانت تلك الشراكات الأولى بمثابة الأساس الذي قامت عليه التحالفات المستقبلية بين المجتمعين اليهودي والامريكان السود، ومنه اللجنة الكونجرسية الحزبية للعلاقات السوداء اليهودية .  
في ستينيات القرن العشرين، كان نصف المحامين الذين اصطفوا لخدمة حركة الحقوق المدنية في الجنوب من اصول يهودية. وكان اليهود يشكلون أكثر من نصف البيض الذين تحدوا قوانين جيم كرو في ولاية ميسيسيبي .   وقد وعى كثير من اليهود ما يجمعهم بأهل السود من تاريخٍ مفعمٍ بالاضطهاد، فتعاطفوا مع نضالاتهم. وعلى الجانب الآخر، وجد كثيرٌ من الأمريكيين من أصل أفريقي في صراعات بني إسرائيل كما وردت في الكتاب المقدس ما يلامس نضالهم. وفي منابر كالـNAACP، كان لقادة اليهود، مثل جويل إلياس سبينجارن وأخيه آرثر ب. سبينجارن، دورٌ بارزٌ في نسج استراتيجياتٍ قانونية محكمة والدعوة إلى تحقيق المساواة بين الحقوق.  كذلك، مدّت رابطة مكافحة التشهير (ADL) ظلها لتتجاوز حدود مكافحة معاداة السامية لمعالجة جميع أشكال التمييز.  ومن بين أعضاء المؤتمر اليهودي الأمريكي ، شارك زعماء مثل الحاخام يواكيم برينز بشكل نشط في الأحداث الرئيسية لحقوق الإنسان، بما في ذلك مسيرة واشنطن التاريخية في عام 1963. 
على المستوى الفردي، سارت شخصيات مثل الحاخام أبراهام جوشوا هيسشيل جنبًا إلى جنب مع مارتن لوثر كينغ جونيور ؛ وأكد كلا الفردين على القواسم المشتركة بين نضالاتهم.   وفي أواخر الخمسينيات من القرن العشرين، تزايدت أيضًا الهجمات العنصرية على اليهود والمؤسسات اليهودية، بما في ذلك هجومان بارزان في عام 1958: على كنيس تيمبل ريفورم في أتلانتا بولاية جورجيا، وكنيس تيمبل بيث إيل في برمنغهام بولاية ألاباما. وقد حفز هذا العديد من اليهود على الانضمام إلى حركة الحقوق المدنية لمعارضة العنصرية والفصل العنصري.  خلال صيف الحرية ، أدت وفاة الناشطين اليهود مايكل شفيرنر وأندرو جودمان ، إلى جانب الناشط الأسود جيمس تشاني ، إلى انضمام المزيد من اليهود الأمريكيين إلى الحركة. 

## اليهود وحراك الحقوق المدنية في الولايات المتحدة

### اليهود كأقلية في الولايات المتحدة
بدأت موجات الهجرة الكبرى لليهود إلى الولايات المتحدة في القرن التاسع عشر، إذ حملت الرياح الأولى اليهود الناطقين بالألمانية، يلتمسون فيها فرصًا اقتصاديةً وحرّياتٍ دينيةً بعد أن ضاق بهم العيشُ في ديارهم.  وفي أواخر ذلك القرن وأوائل القرن العشرين، انطلقت جموعٌ غفيرةٌ من يهود أوروبا الشرقية إلى أمريكا فرارًا من الاضطهاد وظلمات الفقر التي ألقت بظلها عليهم.  وحين وطئت أقدامهم الأراضي الأمريكية، كان استقرارهم في المدن الكبرى، كمدينة نيويورك، حيث أقاموا مجتمعاتٍ متراصةً، غالبها من اليهود الأشكناز، قرب أحياء السود.    وقد نشأت أيضًا مجتمعاتٌ سوداء بين أحياء اليهود، إذ وجدوا في تلك الأحياء إيجارًا أرخصَ وعداءً أقلَّ تجاههم، فما زادهم ذلك إلا تقاربًا في المعاناة وتلاقحًا في النضال.  وقد أدرك كثيرٌ من بني اليهود، الذين ذاقوا مرارة معاداة السامية، ما يكابده السود في حياتهم اليومية، فتعاطفوا معهم حين رأوا نضالهم عيانًا بيانًا.     ولم يكن اليهود في مأمنٍ من الظلم، إذ واجهوا معاداة ساميةً اجتماعيةً في تلك الديار، فاعترضتهم حواجزٌ في التعليم العالي، وأغلقت في وجوههم أبواب المناصب الإدارية والفنادق، وغير ذلك مما قيد حريتهم وأثقل كواهلهم.

### اليهودُ في ميادينِ العدالةِ الاجتماعيةِ قبلَ بزوغِ حركةِ الحقوقِ المدنية
في أوائل القرن العشرين، خاض المهاجرون اليهود، ولا سيما القادمون من ديار أوروبا الشرقية، غمار العمل في صناعاتٍ مرهقة، كصناعة الملابس، حيث واجهوا ظروفًا قاسيةً. وقد أدى هذا إلى ان انبرى رجالهم ونساؤهم للمطالبة بالأجور العادلة وتحسين ظروف العمل، فاتخذوا من ساحات الحركات العمالية وسيلة. وكان حريق مصنع تراينجل للقمصان في عام 1911، الذي أودى بحياة عشراتٍ من عمال الملابس، جلّهم من اليهود والمهاجرين الإيطاليين، شرارةً أضرمت العزم في نفوس المجتمع اليهودي لمزيدٍ من المشاركة في حقوق العمال. فقام نشطاؤهم، ككلارا ليمليش وروز شنايدرمان، بتنظيم الإضرابات العمالية، متحدّين الجور والصعاب، ودفعوا نحو إصلاحاتٍ تشريعيةٍ تهدف إلى حماية العمال وإرساء العدالة في بيئة العمل. 
في رَحى العصر التقدمي ، انتفض المصلحون اليهود مثل ليليان والد وجين آدامز، يرفعون البناء ويقيمون أركان دور الاستيطان، وينشئون منظمات الرعاية الاجتماعية، سعيًا إلى درء الغوائل عن المهاجرين الذين أنهكتهم نوائب الحياة في المراكز الحضرية، وأثقلت كاهلهم جورُ. فأصبحوا يدا تمتد لتواسي دروب الكادحين. وكانت نساؤهم أعلامًا في حركة حق المرأة في التصويت ، مع وجود شخصيات مثل روز شنايدرمان وقفت روز شنايدرمان بين الصفوف، تنافح عن حق المرأة في التصويت، مطالبةً بإنصافها ومساواتها في الحقوق، ولم تقف عند ذلك، بل جعلت من قضايا العدالة الاجتماعية منبرًا  وقد أرست تلك الجهود لبناتٍ متينةً في بنيان حركة الحقوق المدنية، فكان نشاط اليهود في صدر القرن العشرين إيذانًا بمشاركة أوسع.  

## منظمات الحقوق المدنية

### الجمعية الوطنية للنهوض بالأشخاص الملونين
في عام 1909، قامت الجمعية الوطنية لتقدم الملونين (NAACP) على إثر موجاتٍ من العنف العنصري والتفرقة الظالمة التي أحاقت بأبناء السواد من الأمريكيين. ومنذ بزوغها، جعلت غايتَها تفكيكَ عُرى العنصرية المؤسسية، وانتزاع الحقوق المدنية للمقهورين عبر السبل القانونية. وكان لأصحاب العرق اليهودي في مستهل هذه المسيرة، سهمٌ مشهودٌ ودورٌ محمود، إذ ساهموا في تشكيل هذه الجمعية وقيادتها. فكان جويل إلياس سبينجارن، العالمَ اليهوديَّ البارزَ، رجلَ العلم والمدافع عن الحقوق المدنية، في مقدمة قادتها، إذ تولى رئاستها بين عامي 1913 و1919,  و كان قد صاغ خططها ورسم استراتيجياتها، فأسهم في نموها واتساع أثرها، كما يشهد بذلك تاريخ الجمعية نفسها.   وما إن ترك جويل الرئاسة، حتى حمل الراية أخوه آرثر ب. سبينجارن، الذي ترأس الجمعية لأكثر من عقدين منذ عام 1919، ولم يكن دور الأخوين مقتصرًا على القيادة، بل كانا في خضم المعارك القانونية، حيث عمل آرثر رئيسًا للجنة القانونية التابعة للجمعية دون أجر، أما جويل، فقد كان له دورٌ حاسمٌ في تعزيز الجهود القانونية للجمعية، فدفعها إلى التركيز على التشريعات المناهضة للإعدام دون محاكمة، ونادى بالمساواة في التعليم، فكان من أولئك الذين قادوا المسيرة بالعزم والبصيرة، وأسسوا دعائمها على الحق والعدل. 
لقد برز المحامون اليهود في صفوف الجمعية الوطنية لتقدّم الملونين (NAACP)، وأدّوا أدوارًا حاسمةً في معاركها القانونية الكبرى. كان منهم تشارلز هيوستن الذي عُرف بلقب "الرجل الذي قتل جيم كرو" إذ قاد بعبقريته القانونية جهودًا محكمةً لتقويض قوانين التفرقة العنصرية. وبرز أيضًا جاك جرينبيرج حيث كان له إسهامٌ بارزٌ في قضايا مصيرية، أبرزها قضية براون ضد مجلس التعليم. وقد قضت هذه القضية بإلغاء قوانين الولاية التي تُنشئ مدارسَ عامةً منفصلةً للطلاب السود والبيض، معتبرةً إياها غير دستورية وفي ميدان العمل والعدالة الاقتصادية، كان لهربرت هيل حضورٌ لافتٌ، إذ شغل منصب وزير العمل في الجمعية بين عامي 1951 و1977. عمل بلا كللٍ لتعزيز حقوق العمال الأمريكيين من أصل أفريقي، مطالبًا بالمساواة الاقتصادية وإرساء العدالة في بيئات العمل. 

### رابطة مكافحة التشهير
تأسست رابطة مكافحة التشهير (ADL) عام 1913 بهدف محاربة الكراهية ضد اليهود والدفاع عن حقوقهم في الولايات المتحدة. ومع مرور الوقت، توسعت مهمتها لتشمل مناهضة جميع أشكال التمييز والظلم.     خلال حركة الحقوق المدنية، كانت الرابطة حاضرة بقوة، حيث دعمت قادة الأمريكيين من أصل أفريقي مثل الدكتور مارتن لوثر كينغ الابن . إلى جانب ذلك، أطلقت الرابطة برامج تعليمية تهدف إلى تعزيز التسامح ونشر التعاون بين الناس. كان هدفها الأساسي إنهاء العنصرية وإرساء قيم المساواة بين جميع أفراد المجتمع.   
لقد كانت رابطةُ مكافحةِ التشهيرِ تمدُّ يدها بالدعم المالي والقانوني لحركة الحقوق المدنية. وفي خطوةٍ خالدةٍ في سجلّ العدالة، قدمت رابطة مكافحة التشهير مذكرة صديقة للمحكمة في القضية التاريخية براون ضد مجلس التعليم (1954).  مسهمةً في تقويض الفصل العنصري الذي جعل المدارسَ العامّة ميادينَ للتفرقة والظلم.  ولم تقف عند هذا الحدّ، بل رفعت لواء المعارضة في وجه المنظمات العنصرية، كـ"كو كلوكس كلان" ، وسعت إلى كشف ما تخفيه جماعات الكراهية التي بثّت سمومها، وروّجت للتمييز والعنف ضد الأمريكيين من أصل أفريقي.   

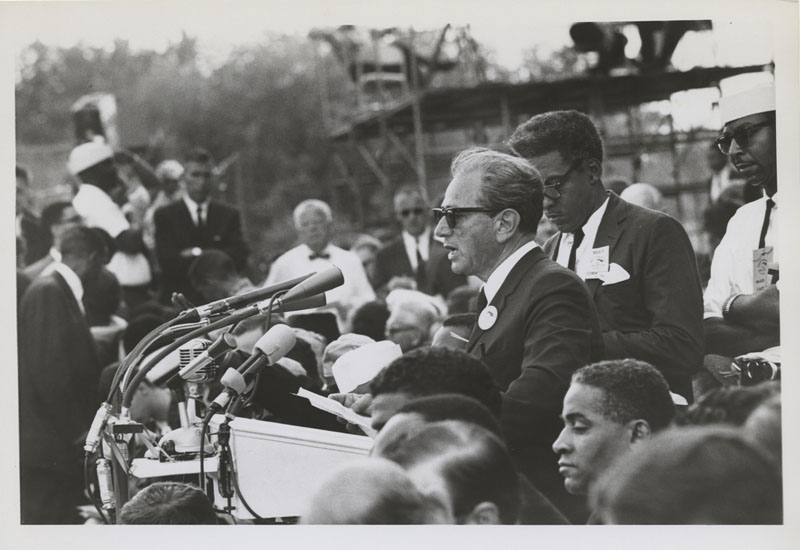
يواكيم برينز يتحدث في مسيرة واشنطن، مع بايارد رستين في الصورة، 1963

### المؤتمر اليهودي الأمريكي
في عام 1918، بزغ فجرُ المؤتمرِ اليهوديِّ الأمريكيِّ (AJC) وكان ملتزمًا بتعزيز العدالة الاجتماعية والمساواة، ولم يكن المؤتمرُ ساكنًا في عزمه، بل انخرط في ميادين الحقوق المدنية.  وكان من بين أعضائه البارزين ستانلي ليفينسون، الذي جمعته وشائج صداقةٍ ومشورةٍ وثيقة مع الدكتور مارتن لوثر كينغ الابن. التقى الرجلان عندما بدأ ليفينسون في جمع التبرعات لمقاطعة حافلات مونتغمري في عام 1956. 
في يناير 1957، تواصل كينج جونيور مع رئيس اللجنة اليهودية الأمريكية آنذاك، إسرائيل جولدشتاين ، بهدف توسيع الدعم لمؤتمر زعماء الزنوج الجنوبيين . وردًا على ذلك، أدان جولدشتاين علنًا قصف الكنائس وبيوت القساوسة السود في نفس الشهر.  في عام 1958، دعا ليفينسون كينج جونيور للتحدث في مؤتمر ميامي التابع للجنة اليهودية الأمريكية - إحدى المنظمات القليلة المناهضة للفصل العنصري التي انعقدت في الجنوب - وسلط الضوء على التأثير المشترك للعنصرية والفصل العنصري على السود واليهود على حد سواء. 
وقد أكد الحاخام يواكيم برينز ، الذي شغل منصب رئيس اللجنة اليهودية الأمريكية بعد جولدشتاين (1958-1966)، على الالتزام المشترك بالعدالة بين المجتمعات المتنوعة ــ وأبرز ما في خطابه في المسيرة التاريخية إلى واشنطن من أجل الوظائف والحرية في عام 1963، والذي ألقاه قبل خطاب الملك الشهير " لدي حلم ".   

## ناشطون يهود بارزون
وُلد الحاخامُ أبراهام جوشوا هيسشيل عام 1907 في أرض بولندا ، وقد كان عالمًا لاهوتيًا وفيلسوفًا يهوديًا بارزًا. حين أزفت سحب النازية المظلمة على دياره، شدّ رحاله مهاجرًا إلى الولايات المتحدة عام 1940,حيث صار منارةً للعلم اليهودي. وأكد على الأبعاد الروحية والأخلاقية لليهودية، داعياً إلى العدالة الاجتماعية والتفاهم بين الأديان. وفي ستينيات القرن العشرين، كان هيسشيل يمشي إلى جانب صديقه الدكتور مارتن لوثر كينغ جونيور، يشاطرُه المسير في أبرز محطات حركة الحقوق المدنية، ومنها مسيرة سيلما إلى مونتغمري لم يكن هيسشيل يرى في تلك المسيرات إلا عبادةً ومناجاةً، فقال يومًا عن نفسه: "شعرت أن ساقي كانتا تصليان".  

### مقتل مايكل شويرنر وأندرو جودمان في ولاية ميسيسيبي

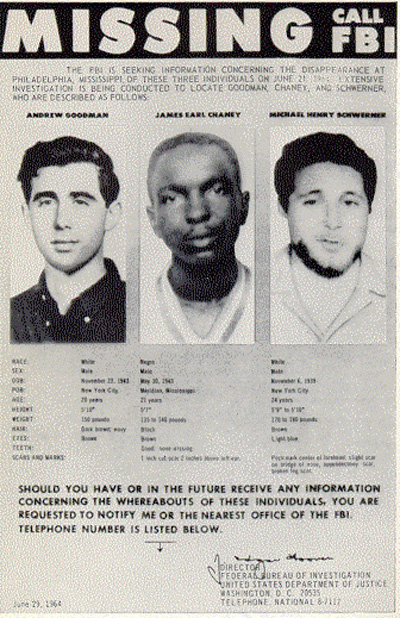
ملصق مكتب التحقيقات الفيدرالي للمفقودين

كان مايكل شفيرنر وأندرو جودمان ناشطين يهوديين في مجال الحقوق المدنية قُتلا، إلى جانب الناشط الأسود جيمس تشاني ، خلال حملة صيف الحرية في ولاية ميسيسيبي عام 1964. كان الشباب الثلاثة منخرطين في الجهود الرامية إلى تسجيل الناخبين الأميركيين من أصل أفريقي في الجنوب.
في 21 يونيو 1964، كان الثلاثي يحققون في حرق كنيسة للسود عندما ألقت قوات إنفاذ القانون المحلية القبض عليهم. وفي وقت لاحق من ذلك المساء، تم إطلاق سراحهم ولكن تعرضوا لكمين من قبل أعضاء كو كلوكس كلان . وتعرض الناشطون للضرب المبرح والقتل، وتم دفن جثثهم في سد ترابي. 
لقد صُعقت الأمةُ لوفاةِ شفيرنر وجودمان وتشاني، وزادت من إلحاح حركة الحقوق المدنية.  أثار الغضبُ العارمُ إزاء هذه الجرائمِ النكراء اهتمامًا وطنيًا متزايدًا بما يجري في الجنوب ودعم قانون الحقوق المدنية لعام 1964 وقانون حقوق التصويت لعام 1965 - وكلاهما يهدف إلى تفكيك الفصل العنصري وضمان حق التصويت للأميركيين من أصل أفريقي.   في عام 1967، تمت إدانة سبعة رجال، من بينهم زعيم الكوكلوكس كلان إدغار راي كيلين . وعلى الرغم من الإدانات، فقد استغرق الأمر عقودًا من الزمن حتى يقع جميع المسؤولين في قبضة العدالة. 

### جاك جرينبيرج
كان جاك جرينبيرج محاميًا أمريكيًا بارزًا، عُرف بجهوده الدؤوبة في الدفاع عن الحقوق المدنية، إذ قاد صندوق الدفاع القانوني والتعليم التابع للجمعية الوطنية للنهوض بالملونين (NAACP) من عام 1961 إلى عام 1984. خلفًا لثورغود مارشال ،   خلال فترة قيادته، واصل جرينبيرج التزام المؤسسة بتقنيات التقاضي الاستراتيجي، مستخدمًا القانون سلاحًا لتغيير المجتمع وتحقيق العدالة. أسهم جرينبيرج في قضايا بارزة تركت أثرًا عميقًا في مسار الحقوق المدنية. كان من أبرزها دفاعه الناجح عن حق جيمس ميريديث في الالتحاق بجامعة ميسيسيبي في عام 1962،   كذلك، لعب دورًا حاسمًا في قضية ألكسندر ضد مجلس التعليم في مقاطعة هولمز عام 1969، حيث أصدرت المحكمة حكمًا بفرض الإلغاء الفوري للفصل العنصري في المدارس العامة، مما غدا نقطة تحولٍ في القضاء على سياسات التفرقة في التعليم العالي.   

### يواكيم برينز
لقد حمل الحاخام يواكيم برينز في قلبه عبء التجارب المريرة التي عايشها في ألمانيا خلال عهد هتلر، وجعل منها نافذةً لفهم النضال الأمريكي الأفريقي في الولايات المتحدة. في زيارة استكشافية عام 1937، ومن ثم عند عودته إلى ألمانيا، عبّر برينز عن تضامنه العميق مع الأمريكيين من أصل أفريقي، مؤكّدًا أوجه التشابه بين محنتهم وبين معاناة اليهود الألمان تحت وطأة النازية. بعد استقراره في نيوارك ، التي ضمت أقلياتٍ كبيرةً، وقف برينز على منبره خطيبًا، مندّدًا بالتمييز والظلم. لم يكتفِ بالكلمات، بل انخرط في الاحتجاجات التي اجتاحت الولايات المتحدة، مدافعًا بلا كللٍ عن الحقوق، ومناهضًا للتحيز العنصري الذي امتدَّ إلى شتى مناحي الحياة.   وفي مؤتمر اللجنة اليهودية الأمريكية عام 1960، قال:
نحن، كيهود، نعمل من أجل الحرية والمساواة. هذا هو جوهر ما نسميه برنامج الحقوق المدنية... هذه ليست مجرد كلمات، بل هي أفكارٌ تعني الكثير منذ الأيام التي نُقش فيها ذلك القول العظيم عن الحرية في سفر اللاويين، الذي خُلد على جرس الحرية في فيلادلفيا.
وباعتباره رئيسًا للمؤتمر اليهودي الأمريكي ، سعى برينز إلى وضع المنظمة في مكانة بارزة في حركة الحقوق المدنية. التقى مارتن لوثر كينغ جونيور في عام 1958، وطلب منه الدعم لعقد مؤتمر حول التكامل في البيت الأبيض . وفي كلمته التي ألقاها في مسيرة واشنطن عام 1963، أكد برينز على أهمية التحدث علناً ضد التمييز المبني على تجاربه في ألمانيا النازية. وقد سبق خطابه خطاب مارتن لوثر كينغ جونيور الشهير "لدي حلم". وفي ذلك قال: "إن المشكلة الأكثر إلحاحًا والأكثر خزيًا والأكثر مأساوية هي الصمت". وظل برينز منخرطًا في مجال الحقوق المدنية بعد ذلك، وحضر جنازة مارتن لوثر كينغ جونيور في عام 1968 بعد اغتياله.  

## نقد
لقد كان التعاونُ بين قادة الأمريكيين من أصلٍ أفريقيّ وزعماء اليهود خلال عصر الحقوق المدنية تطوّرًا مشهودًا في صفحات التاريخ، حيث شكّل تحالفًا حاسمًا في وجه الفصل العنصري والتفرقة العرقية التي اجتاحت الولايات المتحدة.   وصُوّر هذا "التحالفُ الكبيرُ"  أحيانًا على أنه "العصر الذهبي" بين الطائفتين.  إذ وحّدتهم غاية مشتركةٌ تتجلى في قانون الحقوق المدنية لعام 1964 وقانون حقوق التصويت لعام 1965 ، والذي ساعد في تفكيك الحواجز القانونية أمام المساواة.   
وعلى الرغم من النجاحات التي حققها عصر الحقوق المدنية، لم تخمد التوترات بين المجتمعين، ولم تُمحَ التحدياتُ من واقع العلاقة بينهما.  فقد أشار الناشط السياسي والفيلسوف كورنيل ويست أن تلك العلاقة، حتى في أوج عصر الحقوق المدنية، لم تعرف فترةً خاليةً من التوتر والاحتكاك. وفي عام 2001، صرّح كورنيل ويست بأن السود غالبًا ما يقلّلون من شأن هذا التعاون، بينما يميل اليهود إلى النظر إليه برومانسيةٍ، معتبرين إيّاه "العصر الذهبي" للعلاقة بين المجتمعين.
لقد ذهب جيف ميلنيك، أستاذ الدراسات الأمريكية في جامعة ماساتشوستس بوسطن ، إلى القول بأن ما يُسمّى بـ"التحالف الأسود اليهودي" ليس إلا أسطورةً مبالغًا فيها، تُضفي على العلاقة بين المجتمعين طابعًا زائفًا من المثالية. ويرى ميلنيك أن هذا التصور يُفضي أحيانًا إلى افتراض خاطئ بأن الأمريكيين من أصل أفريقي مدينون بالفضل لليهود في الدفاع عن حقوقهم، وكأنما كان ذلك نضالًا أحادي الجانب. ومن جهةٍ أخرى، جادلت هانا لابوفيتز ضد تلك الصورة الرومانسية للعصر، مؤكدةً أن ما جرى لم يكن "قصةً عن اليهود البيض الذين تدخلوا لإنقاذ اليوم بعد مواجهة تحدياتهم الخاصة"، بل كانت حكاية مجتمعٍ متضررٍ يبذل ما بوسعه لأن يتساعد مع مجتمع آخر يعاني ظروفا مشابهة.
زعمت المؤرخة ميلاني كاي/كانترويتز أن مشاركة اليهود غير الجنوبيين في النشاط الحقوقي بالجنوب كانت محدودة، إذ لم يتجاوز عددهم بضع مئات. وأكدت أن العلاقة بين المجتمعين اتسمت بعدم الاتساق في كثير من الأحيان، مشيرةً إلى فشل كل طرفٍ في فهم وجهة نظر الآخر بعمق, وإلى اختلاف مهم في رؤى الطائفتين. ومن جهةٍ أخرى، أشار عالم السياسة أندرو هاكر على وجود تباينات واضحة في تصورات السود واليهود للأحداث. فاللهجة والتركيز بين المجتمعين يعكسان مساراتٍ متباينةً لفهم الواقع، حيث رأى كل طرفٍ الصراع من زاويةٍ تخصّه، مما زاد من تعقيد العلاقة. وفي سياق أعمق، تناول يوليوس ليستر ، وهو أمريكي من أصل أفريقي اعتنق اليهودية، قضية رفض بعض الأمريكيين من أصل أفريقي لما وصفه بـ"الأبوية المزعومة" التي أبداها بعض اليهود داخل حركة الحقوق المدنية. هذا المفهوم، الذي وصفه هاكر بأنه "عنصرية خيرية"، يُبرز شكلاً من أشكال التفاوت الذي قد يبدو غير مقصود لكنه يغذي شعورًا بالهيمنة أو التفضّل. 

## إرث
مع تقدم حركة الحقوق المدنية، بدأت تظهر اختلافاتٌ بين قادة الأمريكيين من أصل أفريقي وزعماء اليهود، اختلافاتٌ في النهج والأولويات والمنظورات. وكانت هذه التوترات نابعةً من سياقاتٍ تاريخية وثقافية متباينة، بالإضافة إلى تبايناتٍ واضحة في الوضع الاجتماعي والاقتصادي تجاوزت المصالح الانية التي كونت "التحالف الكبير". في ستينيات القرن العشرين، تسارعت التحولات السياسية والأيديولوجية، مما زاد من تعقيد العلاقة. فصعود حركة "القوة السوداء" التي دعت إلى الاستقلالية والسيطرة الذاتية للسود وخلق السود هويتهم الخاصة، وهذا ما شكّل تغيرًا في رؤية الأمريكيين من أصل أفريقي، بعيدًا عن التحالفات التقليدية. وفي المقابل، زادت موجات التضامن مع القضية الفلسطينية بين أوساط السود،إذ رأوا في نضال الفلسطينيين مرآةً تعكس تجاربهم في سعيهم للعدالة واتنزاع حقوقهم. هذا التضامنُ، المتجذر في الشعور بالعدالة المشتركة، وضعهم أحيانًا على طرفي نقيضٍ مع الدعم اليهودي المتزايد لإسرائيل، الذي نما بعد حرب الأيام الستة. في تلك اللحظة المفصلية، كان الدعم اليهودي لإسرائيل يتغذى من شعورٍ عميقٍ بالانتصار التاريخي والهوية القومية، بينما رأى السود في صعود إسرائيل استمرارًا لصراعٍ يشبه ما يكابدونه، ليصبح التضامن هنا تجليًا لتضارب الرؤى، حيث تقاطعت التجارب دون أن تتلاقى. ومما زاد الطين بلة، كان الدعم الإسرائيلي لجنوب أفريقيا الذي أثار استياء المجتمعات السوداء التي كانت ترى في نظام الفصل نموذجًا لذات النظام الذي كان جاثما في ولايات الجنوب الامريكي. هذه التحولات جعلت الفوارق جلية، وتحول التحالف الذي كان يُنظر إليه كرمزٍ للوحدة إلى علاقة متوترة تحكمها التناقضات.  
مع استمرار السود في مواجهة التمييز الواسع النطاق وسعيهم الدؤوب لتحقيق التقدم في المجتمع، علت أصوات العديد من الناشطين السود مطالبين بسياسات التمييز الإيجابي كأداةٍ ضرورية لتصحيح الظلم التاريخي وضمان تكافؤ الفرص.  ومع ذلك، اصطدمت هذه الدعوات بمعارضةٍ من جانب العديد من اليهود الذين رأوا في العمل الإيجابي تشابهًا مع أنظمة حصص الكوتا على اليهود التي كانت تُستخدم لتقييد فرصهم في التعليم والعمل، وهي معاناةٌ حملوها من ذاكرتهم التاريخية.  وفي المقابل، فضّل كثيرٌ من اليهود نظام الجدارة، معتبرين إياه معيارًا عادلًا يقوم على الكفاءة والاستحقاق دون تدخلات خارجية وبغض النظر عن الانتماء الاجتماعي والطبقية.  غير أن هذا النظام كان محلّ شكٍ كبير لدى النشطاء السود، الذين رأوا فيه أداةً خفية للإقصاء الاجتماعي الذي يحابي مجموعة ما على حساب المجموعات الاخرى بناءا على تقييمات وقواعد خاطئة في أصلها، و التي كانت تُستخدم تاريخيًا كذريعةٍ لتبرير استمرار التمييز ضدهم تحت ستار العدل الظاهري.  
مع تصاعد الاحتجاجات الحقوقية وازدياد أعداد السكان السود في مناطق معينة، بدأ كثيرٌ من اليهود الليبراليين ينتقلون خارج تلك المناطق ، مدفوعين بمخاوفٍ عبّرت عنها شيريل جرينبيرج، التي أشارت إلى "التدهور الملحوظ في مدارسهم وأحيائهم"، فضلاً عن القلق من العنف المرتبط بالاحتجاجات. ولم يكن هذا التحول مجرد حركة اجتماعية، بل انعكاسًا لتعقيد العلاقة بين المجتمعين.  وفي خضم هذه التغيرات، وجد بعض الزعماء اليهود أنفسهم هدفًا لانتقاداتٍ من داخل مجتمعاتهم، إذ وُصفوا بالانحياز المفرط لحركاتٍ تُعد منتقدةً لإسرائيل، وهو ما زاد من التوتر الداخلي بين مواقفهم السياسية والتزامهم الديني والقومي.  وفي المقابل، شعر بعض القادة السود بأن الدعم اليهودي لحركة الحقوق المدنية اتسم بنبرةٍ أبويةٍ أو تعالٍ، وكأنما كان عطاءً ينطلق من شعورٍ بالتفضل لا من قناعةٍ بالمساواة. وما زاد العلاقة تعقيدًا هو نظرة البعض من القادة السود إلى العنصرية اليهودية على أنها أقل جدية من معاداة السامية التي قد تصدر من السود، حيث كان اليهود يسعون إلى حماية مكتسباتهم وسط مخاوف من الاندماج القسري، بينما كان السود يطمحون إلى تحقيق توافق اجتماعي شامل. 
وعلى الرغم من التحديات والتوترات التي واجهها الناشطون السود وحلفاؤهم اليهود أثناء حركة الحقوق المدنية ، إلا أن التعاون بين المجتمعين استمر. في عام 1982، انضم النائب جون لويس ، أحد رموز الحقوق المدنية، إلى المواطنين من المجتمعات السوداء واليهودية في أتلانتا في حملة من أجل تجديد قانون حقوق التصويت .  سار لويس جنبًا إلى جنب مع أعضاء المجتمع اليهودي وكان أحد مؤسسي تحالف أتلانتا الأسود اليهودي ، مؤكدًا على الحوار المفتوح والشراكة. طوال حياته المهنية، تحدث لويس باستمرار ضد معاداة السامية ، ودافع عن إسرائيل، ودعم حركة يهود الاتحاد السوفييتي في السبعينيات والثمانينيات.  شملت علاقته الطويلة الأمد مع اللجنة اليهودية الأمريكية. وقد تلقي العديد من الأوسمة، وعمل كرئيس مشارك مؤسس للجنة الكونجرس للعلاقات بين السود واليهود . 
وفي الآونة الأخيرة، هدفت مجموعات مثل "ريكيندل"، وتحالف العدالة السوداء/اليهودية، وتحالف الترفيه الأسود اليهودي، وقادة المستقبل السود واليهود، إلى إقامة تعاون جديد بين الأميركيين السود واليهود. في عام 2020، فاز عضوا مجلس الشيوخ في جورجيا رافائيل وارنوك (الذي كان يبشر في نفس الكنيسة التي كان مارتن لوثر كينج الابن يلقي فيها خطبا ) وجون أوسوف بمقعديهما من خلال تحالف سياسي يُنظر إليه على أنه استمرار لـ "التحالف الكبير". وكانا أول أعضاء مجلس الشيوخ السود واليهود المنتخبين من الولاية على التوالي. 
في عام 2024، أعلن مجلس العلاقات المجتمعية اليهودية (JCRC) التابع للاتحاد اليهودي في فيلادلفيا الكبرى والمسيحيين المتغيرين ثقافيًا عن شراكة جديدة تسمى العصر الذهبي الجديد. ويهدف التعاون إلى تعزيز الروابط بين المجتمعين الأسود واليهودي، ومحاربة الكراهية، وتعزيز شبكة الأمان الاجتماعي المحلية. 